# Iwan Demerdżiew
Iwan Petew Demerdżiew, bułg. Иван Петев Демерджиев (ur. 1975 w Płowdiwie) – bułgarski prawnik, adwokat, w 2021 minister sprawiedliwości, w latach 2022–2023 wicepremier oraz minister spraw wewnętrznych.

## Życiorys
W 2001 ukończył studia prawnicze na Uniwersytecie Płowdiwskim. W tym samym roku podjął praktykę adwokacką, prowadząc ją od 2007 w ramach współtworzonej kancelarii prawnej. Od 2016 działacz samorządu adwokackiego w Płowdiwie, był sekretarzem rady okręgowej izby adwokackiej (2016–2019) i jej przewodniczącym (2019–2021). W maju 2021 został wiceministrem sprawiedliwości. W październiku 2021 prezydent Rumen Radew powołał go na ministra sprawiedliwości w technicznym drugim rządzie Stefana Janewa; zastąpił na tej funkcji Janakiego Stoiłowa. Pełnił tę funkcję do grudnia tegoż roku. W marcu 2022 powołany na wiceministra spraw wewnętrznych, jeszcze w tym samym miesiącu złożył rezygnację. W sierpniu 2022 został wicepremierem ds. porządku publicznego i bezpieczeństwa oraz ministrem spraw wewnętrznych w przejściowym gabinecie Gyłyba Donewa. Utrzymał te funkcje również w utworzonym w lutym 2023 drugim technicznym gabinecie tego samego premiera. Zakończył urzędowanie w czerwcu 2023.